# Kaira altiventer
Kaira altiventer är en spindelart som beskrevs av Octavius Pickard-Cambridge 1889.
Kaira altiventer ingår i släktet Kaira och familjen hjulspindlar. Inga underarter finns listade i Catalogue of Life.